# Wisbech
Koordinaten: 52° 40′ N, 0° 10′ O
Wisbech ['wɪzbit͡ʃ] ist eine kleine Markt- und Hafenstadt in der englischen Grafschaft Cambridgeshire im Osten Mittelenglands (East Anglia), nahe der Küste der Meeresbucht The Wash. Sie zählt 21.010 Einwohner (Stand: 2006) und gehört zum Distrikt Fenland. Sie wird vom Fluss Nene durchflossen, der durch die starken Gezeiten bedingt ausgeprägte Hoch- und Tiefwasser aufweist.

## Namensherkunft
Früher lag der Ort bedeutend näher an der Küste, die sich im Laufe der Jahrhunderte und bedingt durch großflächige Entwässerungsmaßnahmen immer weiter zurückzog. Mögliche Herkunft des Stadtnamens sind die Bezeichnungen für einen „weißen Strand“ (white beach) oder vielleicht auch Ouse beach (Strand des nun bei Kings Lynn mündenden Flusses Great Ouse.)

## Geschichte
Das Stadtgebiet von Wisbech wurde früh durch die Römer besiedelt, die auch mit dem jetzt noch begehbaren Roman Dyke Spuren ihrer Wasserbaukunst hinterließen. Später breiteten sich germanische Stämme in Ostengland aus. Nach der Eroberung Englands durch die Normannen (ab 1066) entstand hier eine Zwingburg, von der aus man versuchte, die Aufstände der angelsächsischen Bevölkerung niederzukämpfen (Hereward the Wake). 1478 wurde an der gleichen Stelle ein Bischofspalast errichtet. Immer noch heißt die Lage des 1816 im Regency-Stil gebauten großen Herrenhauses The Castle. Die umgebende georgianische Bebauung The Crescent zeichnet auch heute noch die Umrisse des ehemaligen Wassergrabens der ursprünglichen Burg nach.
Der Sage nach wurde auch der verhaftete Parlament-Attentäter Guy Fawkes in der Burg gefangen gehalten. Er wurde durch einen unterirdischen Tunnel zu einer Anlegestelle am nahe gelegenen Fluss Nene gebracht, von wo aus er per Schiff zu seiner Hinrichtungsstätte verfrachtet wurde.
Starken Einfluss gewannen aus Holland zugereiste Entwässerungsexperten, die im Laufe des 16. und 17. Jahrhunderts unter Zuhilfenahme von Windmühlen und Deichen weite Teile des bis dahin sumpfigen ostenglischen Niederungsgebietes trockenlegten. Immer noch wird ein benachbarter Teil des Landes landläufig als „Holland“ bezeichnet, und der Nachbarort Spalding war lange ein Zentrum des landwirtschaftlichen Tulpenanbaus.
Auch heute noch ist das Umland von Wisbech durch den Obst- und Gemüseanbau geprägt, die schwarze Erde aus dem trockengelegten Gebiet gilt als sehr fruchtbar. Aus diesem Grunde siedelten sich im frühen 20. Jahrhundert viele Firmen an, die Konserven produzierten.
Der Hafen hatte früher eine große Bedeutung bei der Einfuhr von Holz aus Deutschland und dem baltischen Raum. Inzwischen versucht man, den Hafenbetrieb auf Tourismus umzustellen.

## Sehenswürdigkeiten
Sehenswert ist neben dem georgianischen Ensemble The Crescent auch das von außen unscheinbare Peckover House, erbaut 1722 von dem Quäker Jonathan Peckover, mit sehr schönen Gartenanlagen, das seit 1948 Eigentum des National Trust ist. Ferner ist auch die mittelalterliche Kirche St. Peter und St. Paul aus dem späten 12. Jahrhundert mit dem schiefen Kirchturm erwähnenswert, ebenso die Elgood-Brauerei. Das Wisbech Castle diente lange Zeit als Bischofssitz und beherbergt heute ein Aus- und Fortbildungszentrum.

## Persönlichkeiten
- William Godwin (1756–1836), gilt als Begründer des Sozialismus und des politischen Anarchismus
- Thomas Clarkson (1760–1846), kämpfte im frühen 19. Jahrhundert für die Abschaffung der Sklaverei  (Clarkson Memorial am Ufer der Nene)
- Priscilla Hannah Peckover (1833–1931), Friedensaktivistin
- Octavia Hill (1838–1912), kämpfte am Ende des 19. Jahrhunderts für bessere Wohnverhältnisse der armen Bevölkerungsschichten; Mitbegründerin des National Trust
- Agnes Metcalfe (1870–1923), Schulleiterin, Schriftstellerin und Frauenrechtlerin
- Cyril Horn (1904–1987), Eisschnellläufer
- John Barrie (1924–1996), Billardspieler
- Harold Kroto (1939–2016), Chemiker
- Mike Stevens (* 1957), Musiker und Musikdirektor (Take That, 10cc), Songwriter, Produzent
- Jody Cundy (* 1978), Sportler und mehrfacher Goldmedaillengewinner der Paralympics im Schwimmen und Radrennen, Weltrekord im Teamsprint